# Nymphargus oreonympha
Nymphargus oreonympha är en groddjursart som först beskrevs av Pedro M. Ruiz-Carranza och Lynch 1991.  Nymphargus oreonympha ingår i släktet Nymphargus och familjen glasgrodor. IUCN kategoriserar arten globalt som otillräckligt studerad. Inga underarter finns listade i Catalogue of Life.